# Pascal Nyabenda
Pascal Nyabenda (ur. 12 kwietnia 1966) – polityk burundyjski. W wyborach parlamentarnych z 2015 został wybrany do Zgromadzenia Narodowego i objął funkcję prezydenta Zgromadzenia Narodowego, jako jedyny kandydat na to stanowisko, głosami 101 deputowanych. Gdy 8 czerwca 2020 zmarł urzędujący prezydent Pierre Nkurunziza Nyabenda przejął obowiązki głowy państwa, które pełnił do zaprzysiężenia nowego prezydenta Evariste Ndayishimiye 18 czerwca.